# Kelley Deal
Kelley Deal (Dayton, Ohio, Estados Unidos, 10 de junio de 1961) es la guitarrista de The Breeders y gemela de la también músico Kim Deal (conocida por ser miembro de Pixies). 

## Los comienzos
Kelley Deal nació once minutos antes que su hermana. Las gemelas Deal crecieron en Huber Heights, un suburbio de Dayton, Ohio. Kelley comenzó a consumir drogas de forma recreacional a los trece años. Las hermanas formaron la primera encarnación de The Breeders al final de su adolescencia, con Kim tocando guitarra acústica, Kelley como bajista y ambas cantando. Ambas tuvieron la oportunidad de unirse a Pixies a finales de los años 1980, con Kim como bajista y Kelley como batería; Kim siguió adelante, mientras que Kelley optó por mudarse a California. Mientras que Kim se convirtió en una músico indie, Kelley se dedicó a la programación de ordenadores.

## The Breeders
En 1989, Kim Deal y Tanya Donelly (guitarrista de Throwing Muses) formaron una nueva encarnación de The Breeders. Kelley iba a tocar en el álbum debut, Pod, pero no pudo por trabajo.
En 1992, Kelley Deal se unió a la banda como tercera guitarrista, aunque realmente no sabía tocar la guitarra. El EP Safari es la primera grabación en la que aparece. La guitarrista Tanya Donelly abandonó para formar la banda Belly poco después del lanzamiento de Safari. Kim sugirió a Kelley que tocara la batería para la banda, pero después de que Kelley insistiese en ser la guitarrista de la banda, Kim le enseñó todas las canciones de Pod y las partes del nuevo álbum que estaban a punto de grabar, Last Splash. Se unió a la banda un batería de Dayton, Jim MacPherson. Last Splash se lanzó en 1993, la banda actuó como telonero de Nirvana, además de tocar en el Lollapalooza de 1994.

## Rehabilitación
Kelley Deal ha sido adicta a la heroína desde la adolescencia, además de abusar del alcohol durante su etapa de técnico analista. En 1995, fue detenida por posesión de drogas, al aceptar un envío de heroína (vía postal). Según Kelley su familia la metió en rehabilitación para evitar la cárcel, aunque la realidad es que fue una orden judicial, sin la cual hubiera tenido que ingresar en prisión.
Después de su período de rehabilitación, comenzó el proyecto de The Kelley Deal 6000. La banda iba a llamarse Solid State; pero ya existía una banda con ese nombre. En rehabilitación comenzó a componer sus propias canciones, que fueron las utilizadas para la banda. Se mudó a St. Paul, Minnesota mientras su hermana tocaba con su nueva banda The Amps, en Dayton.

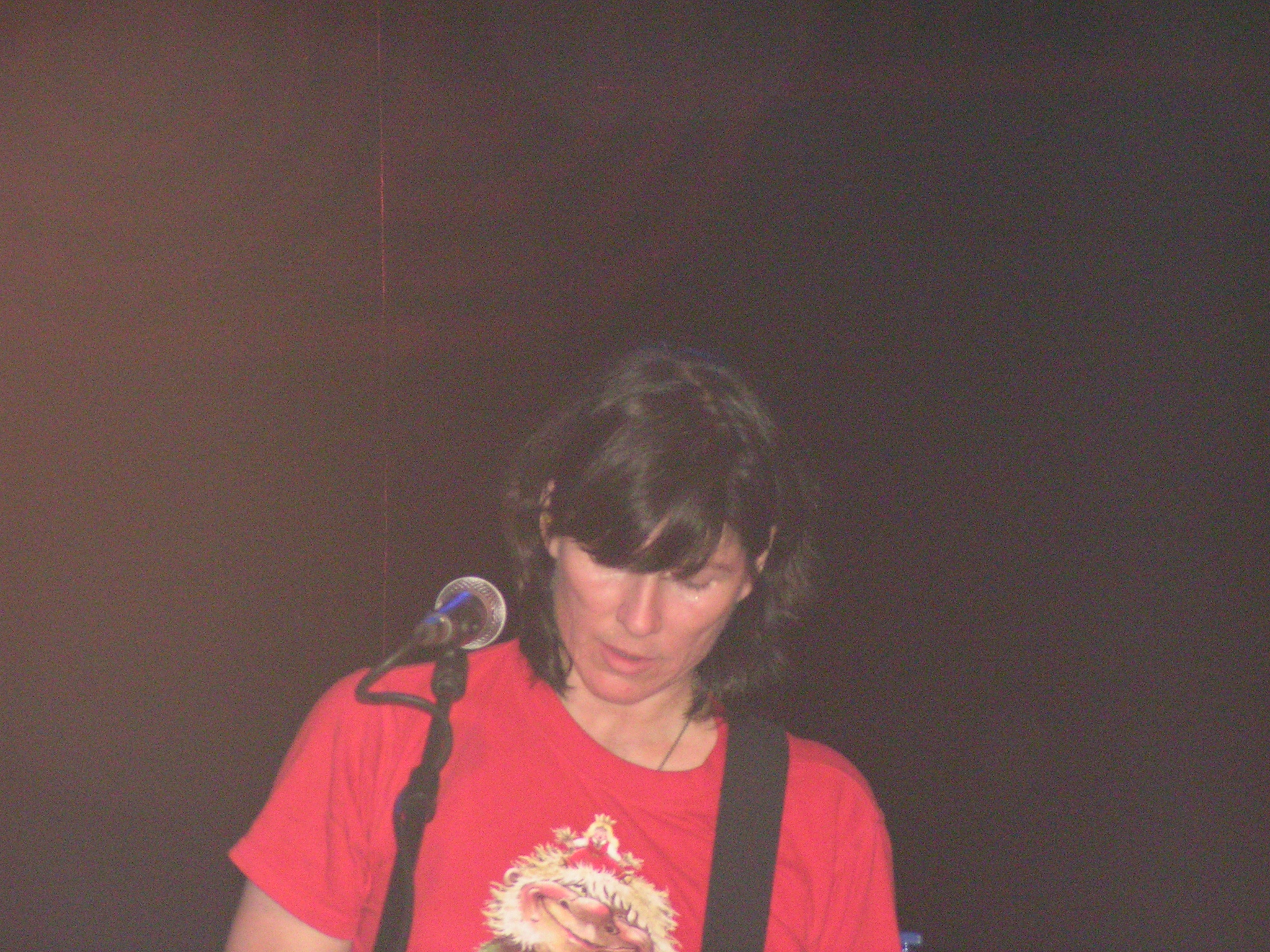
Kelley Deal, tocando con The Breeders, Zappa club, Tel Aviv, 22 de agosto de 2008.

Kelley Deal también se unió a The Last Hard Men con el cantante de Skid Row, Sebastian Bach, el batería de Smashing Pumpkins, Jimmy Chamberlin y Jimmy Flemion de The Frogs. Tocó el bajo con la banda y grabaron un álbum en 1997, aunque no se lanzó hasta 2001 porque no encontraban una discográfica que quisiera publicarlo.
The Kelley Deal 6000 lanzó dos álbumes en el sello de Deal, Nice Records, Go to the Sugar Altar en 1996 y Boom! Boom! Boom! en 1997. 
Deal volvió a juntarse con su hermana a finales de los años 1990 para grabar nuevas demos para The Breeders. Con una nueva alineación, publicaron en 2002 un álbum titulado Title TK, que contiene tres canciones grabadas en 1999, en las que las hermanas tocan todos los instrumentos.
En abril de 2008, The Breeders lanzaron Mountain Battles. Además, en octubre de ese mismo año tocaron en Cincinnati, en apoyo al candidato presidencial de Estados Unidos Barack Obama. Actualmente sigue en la banda con su hermana Kim, Josephine Wiggs y Jim MacPherson. En 2018 publicaron un nuevo álbum, All Nerve.